# نانسی ناوالتا
نانسی ناوالتا یک ورزشکار و مربی بازنشسته اهل فیلیپین است. او اغلب به علت موفقیت‌هایش در پالارونگ پامبانسا در دهه ۱۹۹۰ به عنوان یکی از چشم‌اندازهای تیم ملی مشهور شد. فعالیت ناوالتا در سال ۱۹۹۶، درست در زمانی که مشخص شد او بینا جنس می باشد، به پایان می رسد.

## اوایل زندگی
ناوالتا که اهل پانگاسینان است ،  بعدها درهمان مکان بینا جنسیتی متولد می شود، بعدها از بدو تولدش لغب زن را به او نسبت می دهند. و بعد از آن به عنوان یک فرد با جنسیت دختر رشد پیدا می کند.
ناوالتا در ابتدای حرفه اش در حوضه ورزشی با حمل سنگ هایی که بعدها در نبود تعلیمات رسمی پیشین به عنوان یک ورزشکار رقابتی معرفی می شود. و بعد از آن به خانواده خود در امرار معاش کمک می رساند.

## پس از بازنشستگی
ناوالتا در رشته حقوق و در بخش جرم شناسی مدرک این بخش را از در دانشگاه لوزون کسب می نماید. بعد از آن حرفه مربیگری را دنبال می کند.  